# 콤팩트플래시
콤팩트플래시(CompactFlash, 줄여서 CF)는 작은 카드 모양의 물리 인터페이스 규격, 또는 그 규격에 따라 만든 확장 카드를 뜻한다.
콤팩트플래시는 1994년에 미국의 샌디스크가 개발하였으므로, 「CompactFlash」라고 하는 이름은 샌디스크의 등록 상표이기도 하다. 때문에 다른 제조사는 상표의 사용을 피하기 위해 「CF카드」 또는 「CF」와 같이 약자로 부르는 경우가 많다.
「콤팩트」라는 이름은 확장 카드로서 작다는 것을 뜻하며, 2005년 기준으로 일반적으로 보급되어 있는 플래시 메모리 카드 중에서는 가장 크다. 제품의 치수는 Type I이 42.8mm×36.4mm×3.3mm이며, Type II가 42.8mm×36.4mm×5.5mm이다. 크기는 PC카드의 3분의 1 정도이지만, PC 카드 규격에 맞게 사양이 정해져 있기 때문에, 「PC 카드 어댑터」를 이용하면 CF카드의 50핀을 PC카드의 68핀으로 변환할 수 있다.

## 규격 버전 역사
- 콤팩트플래시 리비전 1.0 (1995년), 8.3 Mbyte/초 (PIO 모드 2), 최대 128 GiB (137 GB) 기억 용량 지원.

- 콤팩트플래시+ (콤팩트플래시 I/O, 1997년)

- CF+ 및 콤팩트플래시 리비전 2.0 (2003년), 16.6 Mbyte/초 데이터 전송 속도 증가 (PIO 모드 4). 2003년 말 UDMA 33 전송 속도가 추가되어 2004년 중순부터 사용 가능.

- CF+ 및 콤팩트플래시 리비전 3.0 (2004년), 최대 66 Mbyte/초 데이터 전송 속도 (UDMA 66) 지원, pc 카드 모드에서는 25 Mbyte/초. 수많은 기타 기능을 포함하여 암호 보호 추가. CFA는 2 GiB 이상의 카드에는 FAT32 파일시스템 이용을 권장함.

- CF+ 및 콤팩트플래시 리비전 4.0 (2006년), IDE 울트라 DMA 모드 6 지원 추가. (최대 133 Mbyte/초의 데이터 전송 속도, UDMA 133).

- CF+ 및 콤팩트플래시 리비전 4.1 (2007년), Power Enhanced CF 스토리지 카드 지원.

- 콤팩트플래시 리비전 5.0 (2010년), 48비트 주소 (128 페타바이트의 용량 지원), 최대 32메가바이트의 대형 블록 전송, QoS 및 비디오 성능 보증 등 수많은 기능 추가[3]

- 콤팩트플래시 리비전 6.0 (2010년 11월), UDMA 모드 7 (167 Mbyte/초), ATA-8/ACS-2 sanitize 명령, TRIM 등의 기능 추가.[4]

## CF 표준을 준수하는 장치들
- 이더넷
- 블루투스
- 모뎀
- 와이파이
- 디지털 카메라
- 일부 PDA
- GPS
- 바코드 스캐너
- RFID
- 마그네틱 스트라이프
- 슈퍼 VGA 그래픽 카드
- 시리얼 포트 및 USB 1.1 호스트 어댑터
- 다른 다양한 플래시 미디어를 위한 리더

## 같이 보기
- 마이크로드라이브
- 메모리 카드

## 참조
1. ↑  Frank, Bill (2003년 3월 2일). “CompactFlash Specification Allows for the Addressing of up to 137 GB” (PDF) (보도 자료). CompactFlash Association. 2005년 5월 12일에 원본 문서 (PDF)에서 보존된 문서.
2. ↑  Admin, MemberClicks. “Home”. 《www.compactflash.org》. 2018년 3월 18일에 원본 문서에서 보존된 문서. 2018년 3월 18일에 확인함.
3. ↑  “CFA Announces Availability of the New CF5.0 Specification”. 2010년 11월 22일에 원본 문서에서 보존된 문서. 2012년 12월 26일에 확인함.
4. ↑  “CompactFlash 6.0”. 2010년 11월 21일에 원본 문서에서 보존된 문서. 2012년 12월 26일에 확인함.